# Erentruda ze Salcburku
Erentruda ze Salcburku (* kolem roku 650 ve Wormsu; † 30. června 718 v Salcburku ) byla první abatyší benediktinského opatství Nonnberg a je patronkou města Salcburku.

## Jméno
Její jméno se ve středověku a raném novověku psalo také ve tvaru Aindrud, Erintrudis, Erentrud, Ehrentrudis, Erentraud nebo Ehrentraud .

## Život
Pocházela údajně z franské rodiny Merovejské dynastie. Do Salcburku přišla kolem roku 696 z Wormsu se svým strýcem (nebo bratrem), křesťanským misionářem Rupertem Salcburským, a stala se první abatyší nově založeného benediktinského opatství Nonnberg.

## Úcta a ostatky

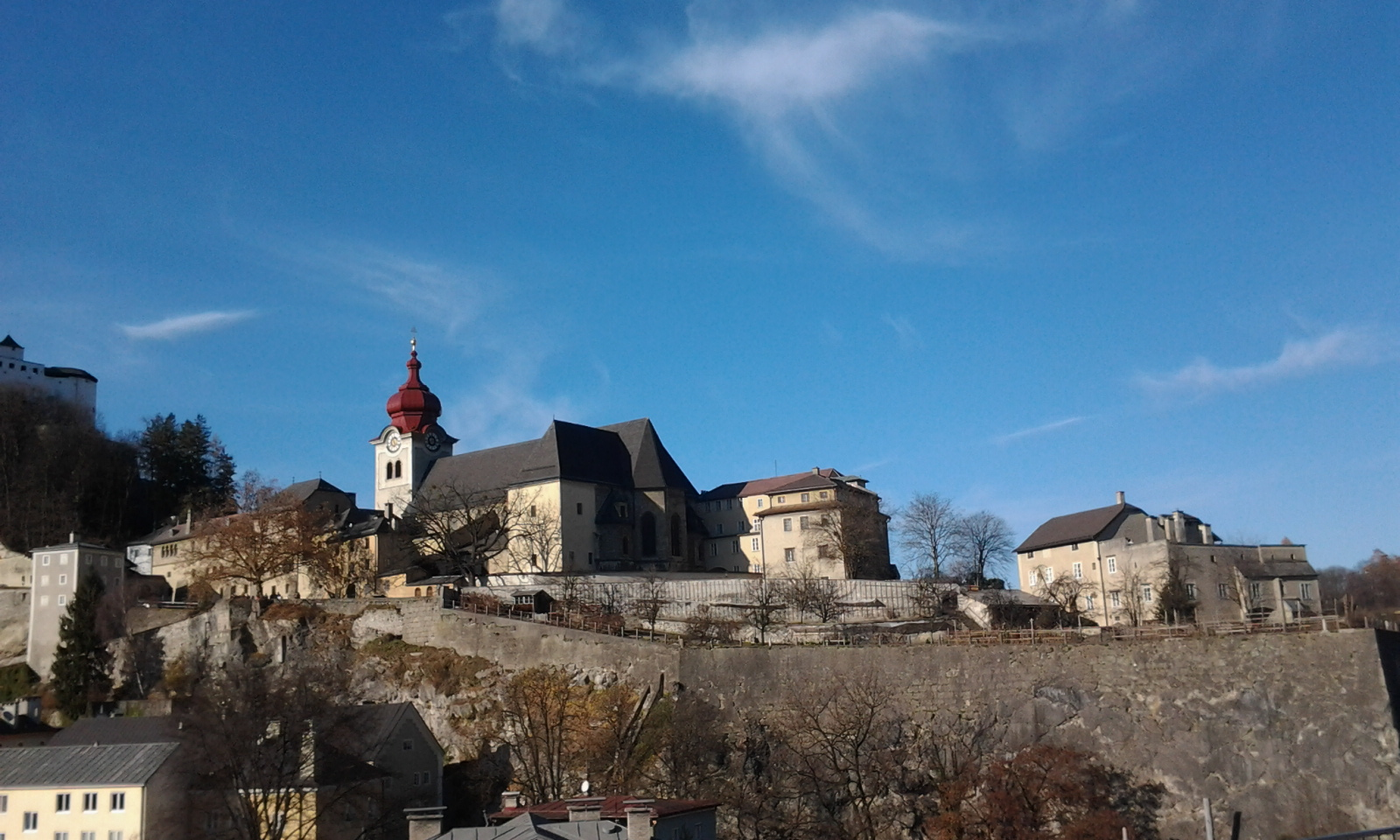
Vrch a klášter Nonnberg

Již v roce 784 salcburský biskup Virgil tělo Erentrudy vyzvedl z hrobu a v sarkofágu je vystavil veřejné úctě v poutním hospicu na Nonnbergu. Její hrob se pravděpodobně již v té době stal cílem poutníků, brzy byl obklopen kaplí. Když římský císař Jindřich II. vážně onemocněl, vzýval Erentrudu a uzdravil se. Z vděčnosti za to dal v roce 1009 na místě chátrajícího domu na Nonnbergu postavit novou, románskou budovu kláštera.
V roce 1024 byly Erentrudiny ostatky přeneseny do nové krypty klášterního kostela Panny Marie v opatství Nonnberg. V současnosti je tato hrobka prázdná. Hlava (lebka) světice spočívá ve stříbrném gotickém relikviáři v podobě busty z roku 1316. O velkých svátcích bývá vystavena v kostele. Zbývající ostatky byly 4. září 1624 uloženy do stříbrného barokního relikviáře.
V roce 1924 proběhl antropologický průzkum ostatků, který odhalil, že Erentruda zemřela ve věku kolem 55 let, měla blond vlasy a byla drobné postavy.

## Svátek
- V katolické církvi se její památka slaví 30. června.

## Patrocinia
- Kaple svaté Erentrudy v klášteře Göttweig v dolním Rakousku, nejstarší románská stavba kláštera, z 11. století
- Kaple svaté Erentrudy ve farnosti sv. Štěpána ve Freiburgu–Münzingenu na vrchu Tunibergu.
- Klášter svaté Erentrudy Kellenried benediktinek beuronské kongregace, obec Berg
- Pastorační centrum s farním kostelem sv. Erentrudy v Salcburku, fara, mateřská škola a klášter s klášterní kaplí eucharistických sester.
- Studentský spolek KSMMV Erentrudis Salzburg v Salcburku.
- Erentruda je patronkou měst Salcburk a Graz, střelců, lovců a ptáčníků, kteří obývali vrch Nonnberg.